# Symbiodinium
Symbiodinium é um género de dinoflagelados da ordem Suessiales, que inclui o maior e mais prevalente grupo de endossimbiontes conhecido. Estas algas unicelulares vivem geralmente na endoderme de cnidários (corais, anémonas e alforrecas), nudibrânquios e outros moluscos, foraminíferos e outros animais marinhos tropicais, onde fazem a  translocação de produtos da fotossíntese para os tecidos do hospedeiro, dos quais recebem água e nutrientes (como CO2, NH4+). Estes dinoflagelados geralmente entram na célula de hospedeiro por fagocitose, persistindo como simbiontes intracelulares, onde se reproduzem, dispersando depois para o ambiente (note que na maioria dos moluscos, Symbiodinium ocorre no espaço intercelular, não penetrando nas células). Os organismos associados com Symbiodinium ocorrem maioritariamente em águas marinhas oligotróficas tropicais, pobres em nutrientes, onde a presença destes endossimbiontes, sob a forma de zooxantelas, fornecem parte importante  da produtividade primária. Os hospedeiros de Symbiodinium, como os corais, são frequentemente os constituintes dominantes das comunidades bênticas em águas eufóticas dos trópicos e subtrópicos. Em consequência, estes dinoflagelados estão entre os mais abundantes mictróbios eucariotas encontrados nos ecossistemas dos recifes de coral.